# MiniGrail
MiniGRAIL — колишній резонансний детектор гравітаційних хвиль. Був першим таким детектором зі сферичною конструкцією. Розташовувався в Лейденському університеті в Нідерландах. Припинив роботу в 2005 році.
Проєктом керувала лабораторія Камерлінг-Оннеса. Також в проєкті брала активну участь команда з кафедри теоретичної фізики Женевського університету, Швейцарія. Очікувалось, що цей детектор зможе виявити гравітаційні хвилі від певних типів обертових нестійкостей одиночних і подвійних нейтронних зір, а також від злиття малих чорних дір або нейтронних зір.

## Конструкція
Перевага сферичної конструкції полягає в тому, що вона здатна виявляти гравітаційні хвилі, що надходять з будь-якого напрямку, і вона чутлива до поляризації. Очікувалось, що гравітаційні хвилі з частотою близько 3000 Гц змусять кулю MiniGRAIL вібрувати зі зміщеннями порядку 10−20 м.
Для підвищення чутливості детектор мав працювати при температурі 20 мК. Оригінальна антена детектора MiniGRAIL була кулею діаметром 68 см, виготовленою зі сплаву міді з 6 % алюмінію. Ця куля мала масу 1150 кг і резонувала на частоті 3250 Гц. Вона була ізольована від вібрацій сімома 140-кілограмовими масами. Очікувалося, що смуга пропускання детектора становитиме ±230 Гц.
Під час відливання кулі з'явилася тріщина, яка знизила якість до неприйнятного рівня. Куля була замінена на іншу кулю діаметром 68 см і масою 1300 кг, виготовлену фірмою ItalBronze в Бразилії. Більша маса знизила резонансні частоти приблизно на 200 Гц. Куля була підвішена на тросах з нержавіючої сталі, до яких були прикріплені пружини та маси для гасіння вібрацій. Охолодження здійснювалось за допомогою рефрижератора розчинення.
Випробування за температури 5 К показали, що детектор мав пікову чутливість до деформації 1,5 × 10−20 Гц−1⁄2 на частоті 2942,9 Гц. У смузі пропускання 30 Гц чутливість до деформації становила понад 5 × 10−20 Гц−1⁄2. Очікувалось, що чутливість буде ще на порядок кращою, коли прилад працюватиме на температурі 50 мК.
Подібний детектор під назвою «Маріо Шенберг» знаходиться в Сан-Паулу. Пошук збігів у результатах двох детекторів мав збільшувати шанси виявлення гравітаційних хвиль.